# رايموند مودي
رايموند مودي (بالإنجليزية: Raymond Moody)‏ هو عالم نفس وطبيب نفسي وطبيب وكاتب أمريكي، ولد في 30 يونيو 1944 في بورتيرديل في الولايات المتحدة.